# Bodom
Bodom (nebo též Bodomské jezero, finsky Bodominjärvi, švédsky Bodom träsk) je jezero, které se nachází v severozápadní části města Espoo v provincii Uusimaa, nedaleko Helsinek. Je přibližně 1 km široké a 3 km dlouhé.

## Pobřeží
Západní pobřeží je zalesněné a na východním se nachází golfové hřiště.

## Ostrovy
Na jezeře se nacházejí dva zalesněné ostrůvky.

## Historie
Asi nejznámější je kvůli vraždě, k níž došlo v noci na 4. července 1960.